# Cogollo del Cengio
Cogollo del Cengio é uma comuna italiana da região do Vêneto, província de Vicenza, com cerca de 3.314 habitantes. Estende-se por uma área de 36 km², tendo uma densidade populacional de 92 hab/km². Faz fronteira com Arsiero, Caltrano, Piovene Rocchette, Roana, Valdastico, Velo d'Astico.

## Demografia
| Variação demográfica do município entre 1861 e 2011                               |
|                                                                                   |
| Fonte: Istituto Nazionale di Statistica (ISTAT) - Elaboração gráfica da Wikipedia |